# Bältbosjön
Bältbosjön är en sjö i Bollnäs kommun i Hälsingland och ingår i Ljusnans huvudavrinningsområde. Sjön är 6,8 meter djup, har en yta på 0,164 kvadratkilometer och är belägen 229,5 meter över havet.

## Delavrinningsområde
Bältbosjön ingår i det delavrinningsområde (678697-154253) som SMHI kallar för Ovan 678888-154328. Medelhöjden är 167 meter över havet och ytan är 6,43 kvadratkilometer. Det finns inga avrinningsområden uppströms utan avrinningsområdet är högsta punkten. Vattendraget som avvattnar avrinningsområdet har biflödesordning 2, vilket innebär att vattnet flödar genom totalt 2 vattendrag innan det når havet efter 34 kilometer. Avrinningsområdet består mestadels av skog (85 procent). Avrinningsområdet har 0,17 kvadratkilometer vattenytor vilket ger det en sjöprocent på 2,6 procent. Bebyggelsen i området täcker en yta av 0,16 kvadratkilometer eller 2 procent av avrinningsområdet.

## Hälsingeleden
En gren av Hälsingeleden passerar efter norra sidan av sjön, öster därom grenar sig leden mot Kilafors alternativt till Knupbodarnas fäbodvall